# Stewart O’Nan
Stewart O’Nan (geboren 4. Februar 1961 in Pittsburgh, Pennsylvania) ist ein amerikanischer Schriftsteller. Er veröffentlicht auch unter dem Pseudonym James Coltrane.

## Leben
Stewart O’Nan studierte zuerst in Boston, arbeitete 1984 bis 1988 als Flugzeugingenieur in Bethpage, New York, ging dann an die Cornell University und machte dort einen Abschluss in Literaturwissenschaft. Er unterrichtete an den Universitäten Central Oklahoma, New Mexico und am Trinity College in Hartford (Connecticut) und zog schließlich 1995 mit seiner Frau Trudy und seinen zwei Kindern nach Avon (Connecticut). Heute lebt er wieder in seinem Geburtsort Pittsburgh.

## Werk
O’Nan befasst sich in seinen Büchern mit Menschen der amerikanischen Mittel- und Unterschicht. Dabei entwirft er ein Bild der Vereinigten Staaten, in denen der „amerikanische Traum“ meist nicht mehr als eine Schimäre ist. Seine Figuren müssen sich oft gegen Schicksalsschläge behaupten, und in den Geschichten, die er erzählt, geht es fast immer um „Verlust“ und darum, wie jeder Einzelne damit fertigwird. Dieses Thema beherrscht bereits seinen ersten auf Deutsch erschienenen Roman Engel im Schnee, der im Spätherbst 1974 in Butler, einer Kleinstadt im Westen Pennsylvanias, spielt. In zwei Strängen erzählt der inzwischen erwachsene Arthur Parkinson einerseits von der Scheidung seiner Eltern und dem damit verbundenen Verlust seines Vaters, und andererseits von der scheiternden Ehe seiner früheren Babysitterin, die den tödlichen Unfall ihrer Tochter Tara und schließlich ihren eigenen Tod nach sich zieht. Für dieses Buch erhielt er 1993 den Pirate’s Alley Faulkner Prize.
O’Nan ist ein äußerst präziser, detailversessener Beobachter, dessen Schreiben einer Maxime des Schriftstellers und Literaturkritikers John Gardner folgt: „Beschreibe ein Gebäude, wie es ein Mann sieht, dessen Sohn soeben im Krieg getötet wurde. Erwähne dabei nicht den Sohn, den Krieg, den Tod oder den alten Mann, der sieht.“ Ging es O’Nan anfangs in erster Linie noch darum, dass jedes seiner Bücher sich deutlich von den vorhergehenden unterscheiden solle, scheint dieser Vorsatz mit der Zeit immer weniger Raum einzunehmen. Nach seinem zweiten Roman Die Speed Queen, einem äußerst temporeichen Buch, in dem die in der Todeszelle auf ihre Hinrichtung wartende Margie Standiford ihre Lebensbeichte ablegt, um sie von Stephen King, dem „König des Horrors“, vermarkten zu lassen, werden seine Bücher äußerlich immer gemächlicher und ereignisärmer, während sich die wahren Dramen zunehmend im Kopf seiner Figuren abspielen. Dies gilt vor allem für seine Romane Abschied von Chautauqua, Letzte Nacht, Emily allein und Die Chance. Aber auch in Halloween, das von einem tödlichen Autounfall mehrerer Jugendlicher handelt und mit Horrorelementen beginnt, geht es letztendlich darum, wie die Freunde und Verwandten der Toten mit dem Verlust der geliebten Personen umgehen.
Das Faszinierende an O’Nans Büchern ist die uneingeschränkte Liebe des Autors zu seinen Figuren und die Präzision, mit der er ihre Sehnsüchte, ihre Hoffnungen und Enttäuschungen schildert. Besonders deutlich wird das in den beiden Romanen Abschied von Chautauqua und Ganz alltägliche Leute. In ersterem begleitet er eine Woche lang die Dreigenerationen-Familie Maxwell während ihres letzten Sommerhausaufenthalts am Lake Chautauqua. In oft nur kurzen Kapiteln widmet sich O’Nan ausgiebig allen neun Personen und sogar dem Hund Rufus. Indem der Leser in die Köpfe der Figuren hineinschauen kann, entgeht ihm keins der familiären Probleme, während sich die einzelnen Figuren zumeist bemühen, sich nicht damit auseinanderzusetzen. Ganz alltägliche Leute hingegen bietet uns im Stil von Sherwood Andersons Winesburg, Ohio ein Panorama des Lebens in einem größtenteils von Schwarzen bewohnten Viertels in Pittsburgh.
Etwas aus dem Rahmen fällt das literarische Sachbuch Der Zirkusbrand. Hier zeichnet O’Nan den größten Zirkusbrand in der Geschichte Amerikas, der sich 1944 in Hartford, Connecticut, ereignete, und dessen Folgen bis in die heutige Zeit nachwirken.
Der Film Engel im Schnee (2007) basiert auf seinem gleichnamigen Buch.
Mit Stephen King hat er 2012 die Erzählung A Face in the Crowd geschrieben.

## Werke (Auswahl)
- 1987 Transmission. Roman

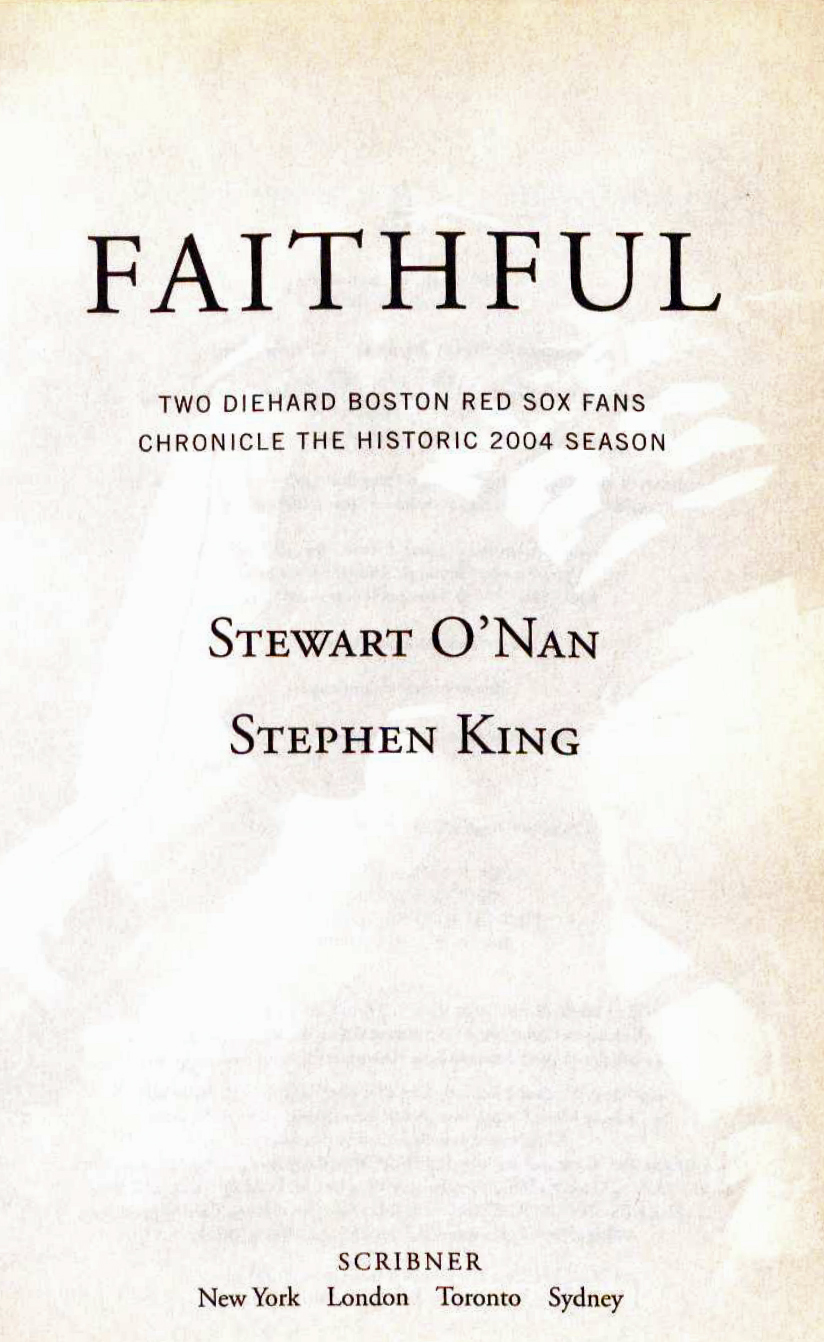
O’Nan und Stephen King sind Fans der Boston Red Sox

- 1993 In The Walled City. Erzählungen
  - Die Armee der Superhelden. Übers. Thomas Gunkel. Rowohlt, Reinbek 2000, ISBN 3-499-22675-8
- 1994 Snow Angels. Roman
  - Engel im Schnee. Übers. Thomas Gunkel. Rowohlt, Reinbek 1997, ISBN 3-498-05020-6
- 1996 The Names of the Dead. Roman
- 1997 The Speed Queen. Roman
  - Die Speed Queen. Übers. Thomas Gunkel. Rowohlt, Reinbek 1998, ISBN 3-498-05026-5
- 1998 A World Away. Roman
  - Sommer der Züge. Übers. Thomas Gunkel. Rowohlt, Reinbek 1999, ISBN 3-498-05027-3
- 1999 A Good Day to Die. Roman. (Als James Coltrane)
  - Ortegas Finale. Übers. Peter Torberg. Dumont, Köln 2000, ISBN 3-7701-5279-4
- 1999 A Prayer for the Dying (Roman)
  - Das Glück der Anderen. Übers. Thomas Gunkel. Rowohlt, Reinbek 2000, ISBN 3-498-05028-1
- 2001 Everyday People (Roman)
  - Ganz alltägliche Leute. Übers. Thomas Gunkel. Rowohlt, Reinbek 2004, ISBN 3-499-23531-5
- 2002 Wish You Were Here (Roman)
  - Abschied von Chautauqua. Übers. Thomas Gunkel. Rowohlt, Reinbek 2005, ISBN 3-498-05034-6
- 2003 The Night Country. Roman
  - Halloween. Übers. Thomas Gunkel. Rowohlt, Reinbek 2004, ISBN 3-498-05033-8
- 2005 The Good Wife. Roman
  - Eine gute Ehefrau. Übers. Thomas Gunkel. Rowohlt, Reinbek 2007, ISBN 3-499-24278-8
- 2007 Last Night at the Lobster (Roman)
  - Letzte Nacht. Übers. Thomas Gunkel. Marebuch, Hamburg 2007, ISBN 3-86648-074-1
- 2008 Songs for the Missing (Roman)
  - Alle, alle lieben dich. Übers. Thomas Gunkel. Rowohlt, Reinbek 2009, ISBN 978-3-498-05038-2
- 2011 Emily, Alone (Roman)
  - Emily, allein. Übers. Thomas Gunkel. Rowohlt, Reinbek 2011, ISBN 978-3-498-05039-9
- 2012 The Odds: A Love Story (Roman)
  - Die Chance. Übers. Thomas Gunkel. Rowohlt, Reinbek 2014, ISBN 978-3-498-05042-9
- 2012 A face in the crowd (Kurzgeschichte, zusammen mit Stephen King)
  - Ein Gesicht in der Menge. Übers. Thomas Gunkel. Rowohlt, Reinbek 2013, ISBN 978-3-499-22794-3
- 2015 West of Sunset: A Novel. Allen & Unwin, Sydney. ISBN 978-1-925266-09-2
  - Westlich des Sunset. Übers. Thomas Gunkel. Rowohlt, Hamburg 2016 ISBN 978-3-498-05045-0[3]
- 2016 City Of Secrets (Roman)
  - Stadt der Geheimnisse. Übers. Thomas Gunkel. Rowohlt, Reinbek 2018, ISBN 978-3-498-05044-3
- 2019 Henry, Himself (Roman)
  - Henry, persönlich. Übers. Thomas Gunkel. Rowohlt, Hamburg 2019, ISBN 978-3-498-00121-6
- 2022 Ocean State. Grove Press, New York 2022, ISBN 978-1-61185-655-2.
  - Ocean State. Übers. Thomas Gunkel. Rowohlt, Hamburg 2022, ISBN 978-3-498-00268-8[4]

Sachbücher
- 2000 The Circus Fire
  - Der Zirkusbrand. Übers. Thomas Gunkel. Rowohlt, Reinbek 2003, ISBN 3-498-05029-X
- 2004 Faithful (Baseballbuch, zusammen mit Stephen King)

## Hörspiele
- Die Speedqueen (WDR 1998, Regie: Leonhard Koppelmann)
- Das Glück der Anderen (SWR 2002, Regie: Walter Adler)
- Halloween (WDR/SWR 2004, Regie: Annette Kurth)